# Cimetière karaïte de Varsovie
Le cimetière karaïte de Varsovie est l'unique cimetière de la communauté karaïte en Pologne. Ouvert en 1890, il est toujours en service aujourd'hui (2012).

## Description
Le cimetière est situé au numéro 34 de la rue Redutowa dans l'arrondissement de Wola à Varsovie. L'autorisation de créer un cimetière karaïte à Varsovie est donnée depuis la Crimée par le hakham de Tauride. Le terrain est acquis par des marchands de tabac originaires de Crimée auprès de la direction du cimetière orthodoxe tout proche. Une clôture est construite autour du terrain dans les années 1950. Plus tard, le cimetière est agrandi, passant d'une superficie d'environ 0,05 hectare à 0,1 hectare. On compte aujourd'hui une centaine de sépultures. Les pierres tombales sont caractéristiques, avec des inscriptions en langue karaïte. La plus ancienne tombe est celle de Saduk Osipovitch Kefeli, originaire de Théodosie, mort en 1895.

## Personnalités qui y sont enterrées
- Rafał Abkowicz (mort en 1992) – hazzan
- Aleksander Dubiński (mort en 2002) – orientaliste turcologue, spécialiste de la culture karaïte, chercheur à l'université de Varsovie
- Szymon Firkowicz (mort en 1976) – électronicien, professeur des universités, ingénieur
- Ananiasz Rojecki (mort en 1978) – géophysicien
- Ananiasz Zajączkowski (mort en 1970) – orientaliste turcologue, spécialiste de la culture karaïte, professeur à l'université de Varsovie
- Włodzimierz Zajączkowski (mort en 1982) – orientaliste turcologue, professeur à l'université Jagellonne

## Galerie

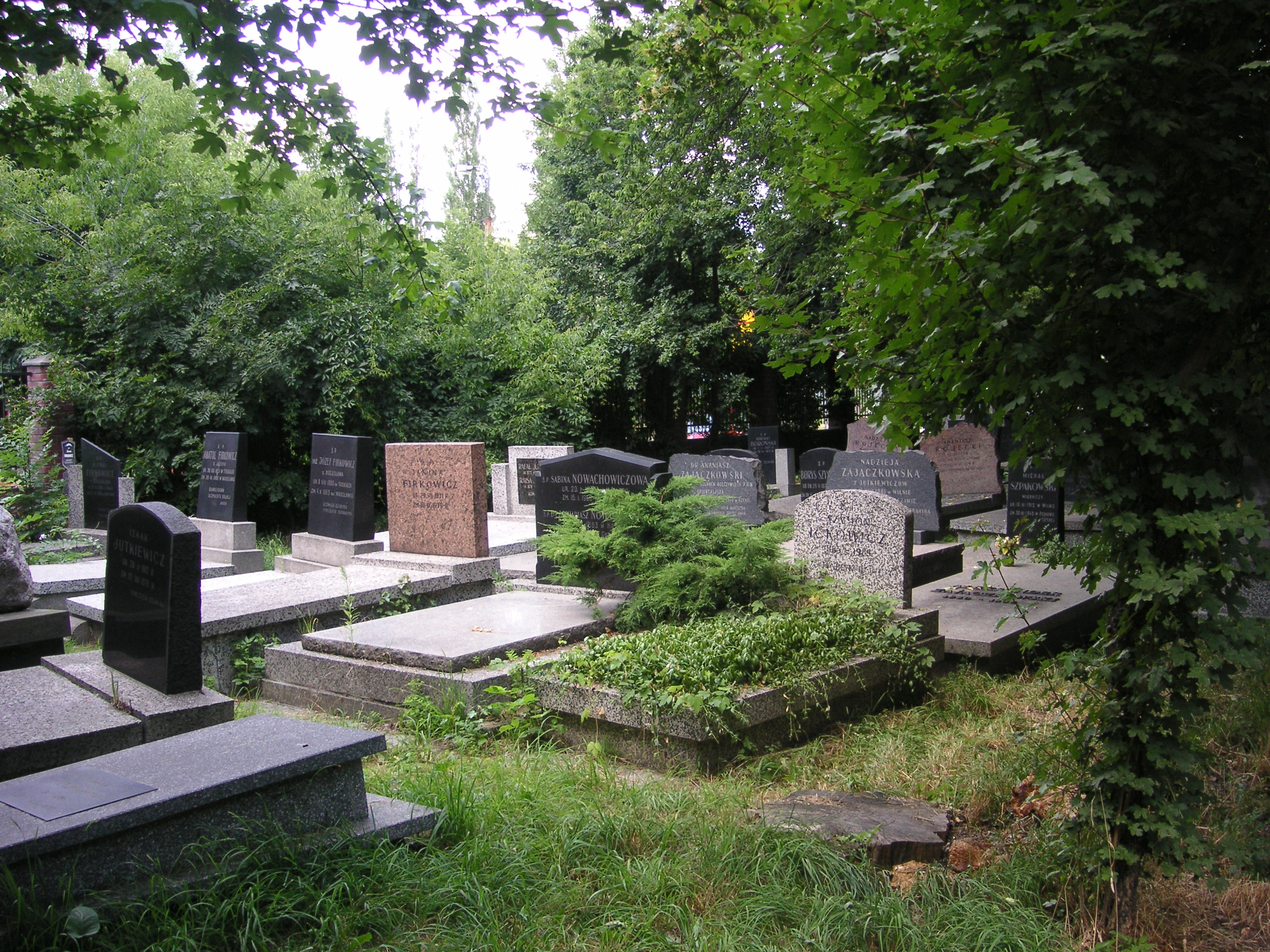
Tombes
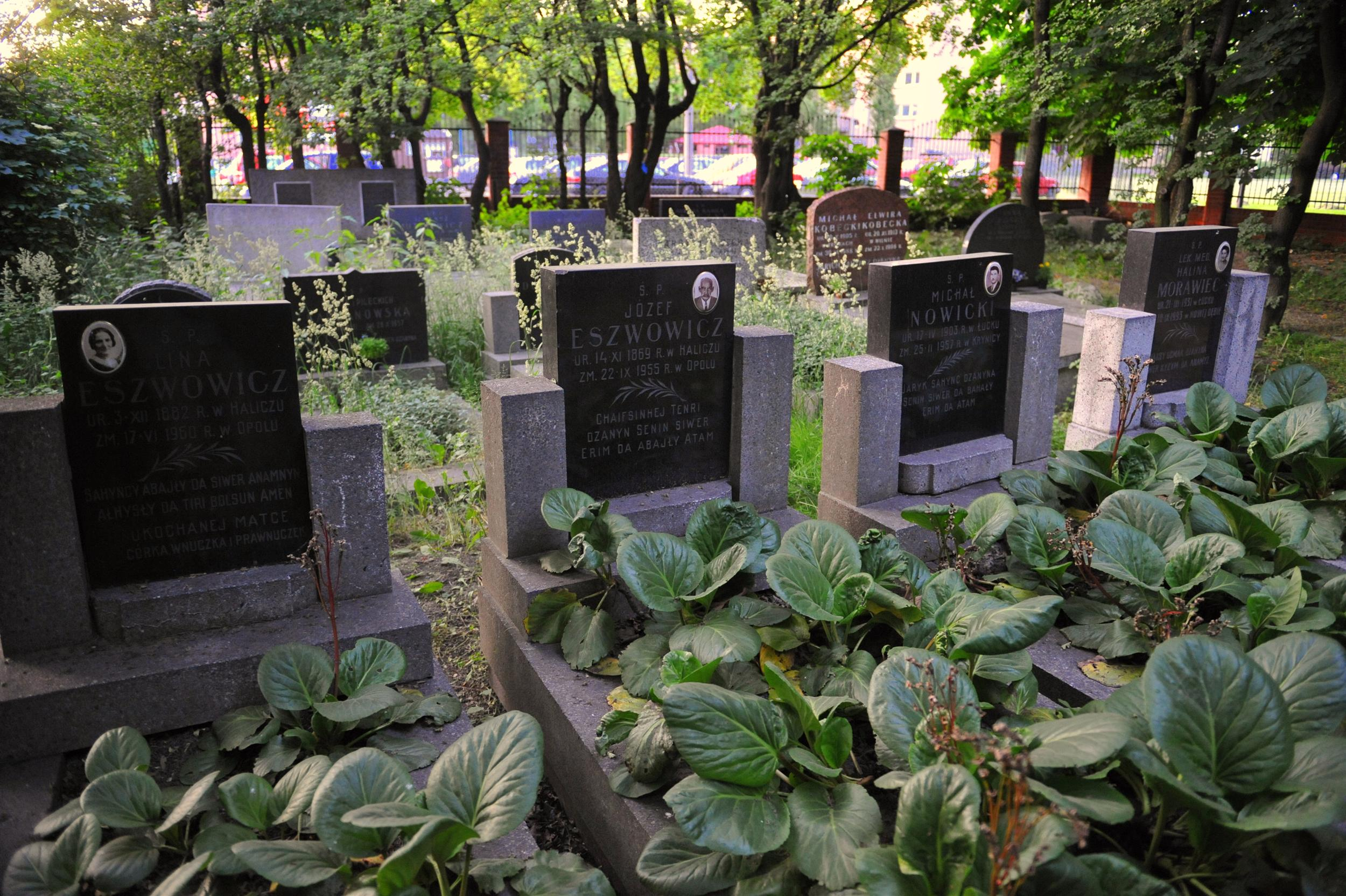
Tombes
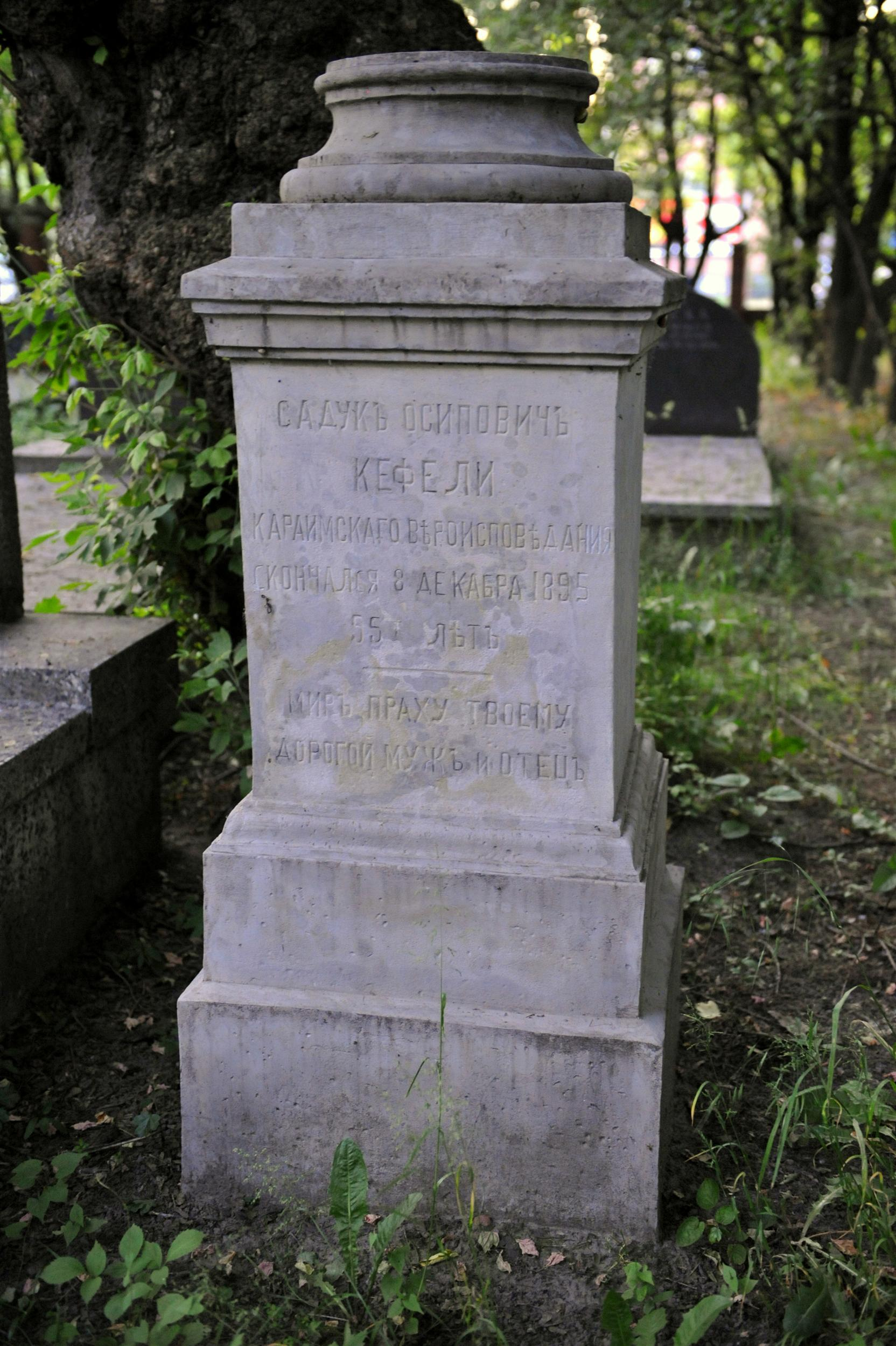
La tombe de Saduk Osipovitch Kefeli
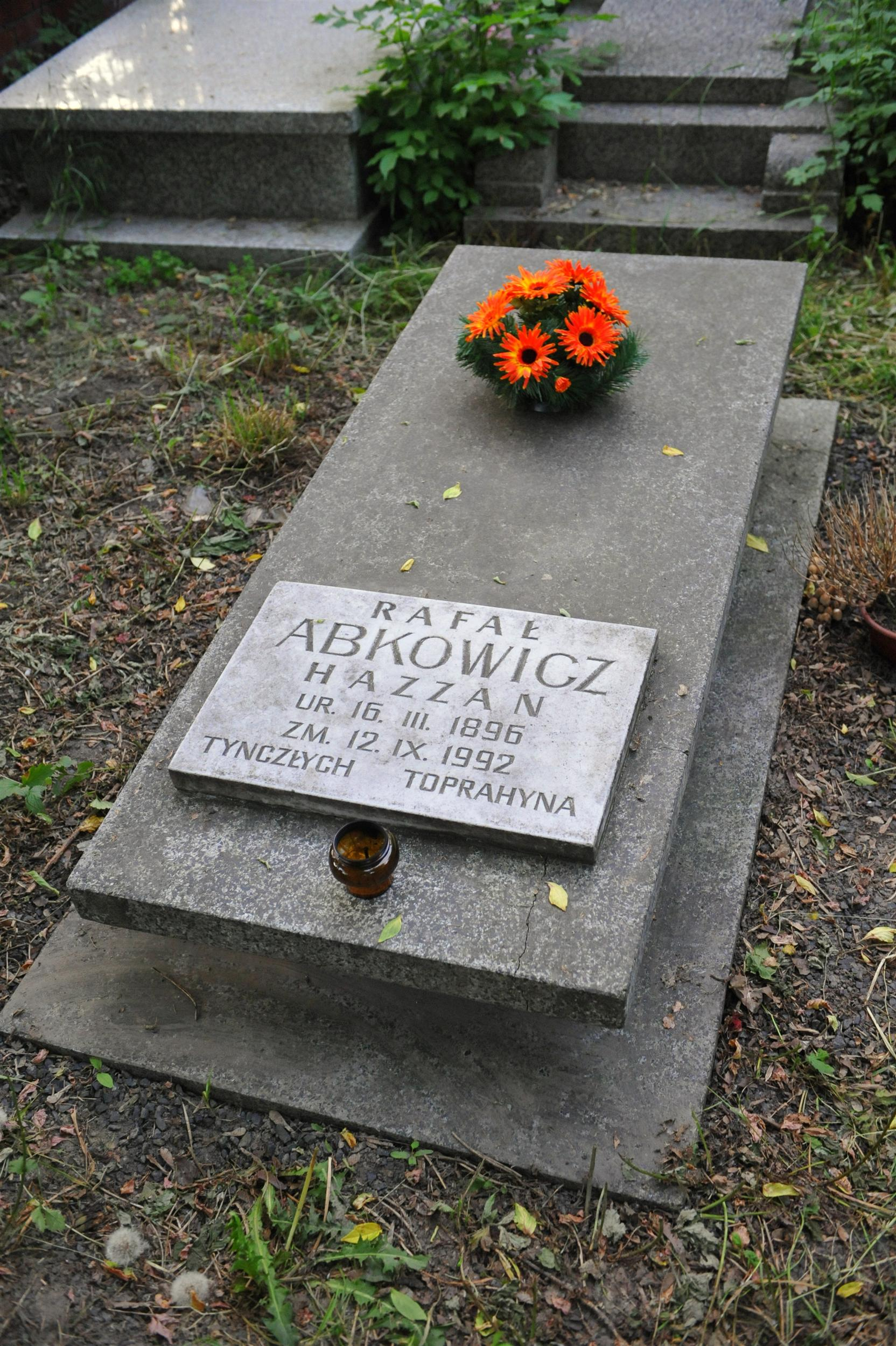
La tombe du hazzan Rafał Abkowicz